# Melanolophia bostar
Melanolophia bostar là một loài bướm đêm trong họ Geometridae.